# Mulön
Mulön is een voormalig eiland van de Lule-archipel, maar het is door de postglaciale opheffing tegen het vasteland aan komen te liggen. Het vasteland op de plaats bestaat uit het voormalige eiland Hertsön, maar dat is door menselijk ingrijpen ook een deel van het vasteland geworden. De oude scheiding tussen Mulön en Hertsön is nog aan oud moeras te herkennen met aan beide zijden beken die naar zee stromen. Hertsön wordt in het noorden door Trångsundet en Blötviken van Björkön gescheiden. Granön zit in het noordwesten aan Mulön vast. Likskäret is in het noordwesten tegen Mulön aan komen te liggen. Er is vanuit Likskäret is een brug over de Mulöviken gebouwd naar Bensbyn.
Mulön en omgeving zijn in de loop der eeuwen zo ver gestegen, dat ook Mulön een eigen waterhuishouding heeft, hier bestaande uit een groot lang moeras midden op het eiland met diverse beken die naar zee stromen. Er staan op het eiland ook twee heuvels: de Loftgärdsberget  en de Vithällorna, beide ongeveer 25 meter. Voor die laatste geldt dat het in vroeger tijd zelf een eiland, een orna, is geweest, dat waarschijnlijk als eerste boven water kwam te liggen.
De Lule-archipel ligt in het noorden van de Botnische Golf en hoort bij Zweden.